# Villanueva de Carazo
Villanueva de Carazo es una localidad y un municipio situados en la provincia de Burgos, comunidad autónoma de Castilla y León (España), comarca de La Demanda y Pinares, partido judicial de Salas de los Infantes, cabecera del ayuntamiento de su nombre.

## Geografía
Es un municipio y localidad del sureste de la provincia de Burgos (Castilla y León, España). 
Pertenece a la comarca de La Demanda y Pinares, con centro en Salas de los Infantes.
- Altitud: 996 metros.
- Latitud: 41°58′59″ N
- Longitud: 3°19′0″ O

Arcillas abigarradas y arenas blancas en el término municipal.
Julio Caro Baroja se refería en su libro Del viejo folklore castellano a la celebración en Villanueva de Carazo de la festividad de el reinado de navidad.

## Demografía
Villanueva de Carazo cuenta con una población de 27 habitantes (INE 2024).
| Gráfica de evolución demográfica de Villanueva de Carazo entre 1842 y 2021 |
| |
| Población de derecho según los censos de población del INE. Población de hecho según los censos de población del INE.Entre el censo de 1857 y el anterior, crece el término del municipio porque incorpora a Jete. |

## Economía
Agricultura, ganadería y turismo rural. El sendero de Gran Recorrido GR-82 atraviesa la localidad.

## Historia
El abad Severo y su madre Paterna donan a San Sebastián de Silos y a su abad Velasco el monasterio de San Bartolomé de Villanueva de Carazo.
Se produjo una batalla en las cercanías de la localidad durante la primera guerra carlista, que ganaron los isabelinos.